# Lucas Ramírez Búrdalo
Lucas Ramírez Burdalo (Vilafranca del Penedès, 1984), exalcalde d'Olèrdola.
Va cursar a Barcelona el CFGM en electromecànica i el CFGS en automoció i és tècnic en reparació de vehicles. Ha treballat durant 11 anys en un taller mecànic on combinava la jornada laboral amb els seus estudis superiors en enginyeria mecànica al Campus Sud de la UPC.
Va ser membre actiu de diferents entitats municipals quan el 2014, i estant al front de la Comissió de festes de Moja, decidí agafar el relleu de l'anterior alcalde alternatiu, Josep Tort i Miralles encapçalant la llista del grup assembleari d'Alternativa per Olèrdola. Aquell any guanya les eleccions assegurant la majoria absoluta amb un augment de vots (829). El 2019 tornà a ser el cap de llista d ApO i renovà alcaldia amb 943 vots.
En les eleccions de 2023, tot i aconseguir una majoria de vots, el seu grup perd la majoria absoluta quedant en l'oposició. En parella des de 2016, sense fills.